# Pingxi
Pingxi (chiń. upr. 平溪区; chiń. trad. 平溪區; pinyin Píngxī qū; Wade-Giles P’ing-hsi ch’ü; pe̍h-ōe-jī Pêng-khoe-khu) – dzielnica (chiń. 區, qū) miasta wydzielonego Nowe Tajpej na Tajwanie. Znajduje się we wschodniej części miasta.
23 czerwca 2009 komitet przy Ministrze Spraw Wewnętrznych Republiki Chińskiej zarekomendował przekształcenie dotychczasowego powiatu Tajpej (chiń. trad. 臺北縣; pinyin Taibei xiàn) w miasto wydzielone; wszystkie gminy wiejskie (chiń. 鄉, xiāng), jak Pingxi, gminy miejskie i miasta wchodzące w skład powiatu zostały przekształcone w dzielnice (chiń. 區, qū). Ustawa weszła w życie 25 grudnia 2010 roku.
Populacja dzielnicy Pingxi w 2016 roku liczyła 4778 mieszkańców – 2140 kobiet i 2638 mężczyzn. Liczba gospodarstw domowych wynosiła 2328, co oznacza, że w jednym gospodarstwie zamieszkiwało średnio 2,05 osób.

## Demografia (2010–2016)
| Rok  | Liczba ludności | Gęstość zaludnienia | Kobiety | Mężczyźni | Gospodarstwa domowe |
| ---- | --------------- | ------------------- | ------- | --------- | ------------------- |
| 2010 | 5344            | 74                  | 2362    | 2982      | 2392                |
| 2011 | 5197            | 72                  | 2297    | 2900      | 2392                |
| 2012 | 5109            | 71                  | 2268    | 2841      | 2388                |
| 2013 | 5002            | 70                  | 2226    | 2776      | 2380                |
| 2014 | 4954            | 69                  | 2228    | 2726      | 2351                |
| 2015 | 4874            | 68                  | 2183    | 2691      | 2352                |
| 2016 | 4778            | 66                  | 2140    | 2638      | 2328                |